# Tartá
Vinícius Silva Soares, plus communément appelé Tartá, est un footballeur brésilien né le 13 avril 1989. Il est milieu offensif.

## Palmarès
- Champion du Brésil en 2010 avec Fluminense